# 네트워크 주소 변환
네트워크 주소 변환(영어: network address translation, 줄여서 NAT)은 컴퓨터 네트워킹에서 쓰이는 용어로서, IP 패킷의 TCP/UDP 포트 숫자와 소스 및 목적지의 IP 주소 등을 재기록하면서 라우터를 통해 네트워크 트래픽을 주고 받는 기술을 말한다. 패킷에 변화가 생기기 때문에 IP나 TCP/UDP의 체크섬(checksum)도 다시 계산되어 재기록해야 한다. NAT를 이용하는 이유는 대개 사설 네트워크에 속한 여러 개의 호스트가 하나의 공인 IP 주소를 사용하여 인터넷에 접속하기 위함이다. 많은 네트워크 관리자들이 NAT를 편리한 기법이라고 보고 널리 사용하고 있다. NAT가 호스트 간의 통신에 있어서 복잡성을 증가시킬 수 있으므로 네트워크 성능에 영향을 줄 수 있는 것은 당연하다.
파일 호스팅 서비스에서 전용 업로드 프로그램과 함께 배포되는 NAT Service 프로그램도 네트워크 주소 변환의 일종이다.

## 변환 방식
| Full-cone NAT (one-to-one NAT) |
| (Address)-restricted-cone NAT  |
| Port-restricted cone NAT       |
| Symmetric NAT                  |

## 같이 보기
- 포트 주소 변환 (PAT)
- 방화벽
- 프록시 서버
- IPv6